# Хегде, Пуджа
Пуджа Хегде (род. 13 октября 1990, Бомбей) — индийская актриса

, фотомодель и благотворитель, которая известна в фильмах на телугу, хинди и нескольких фильмах на тамильском языке.

## Биография
Пуджа Хегде родилась 13 октября 1990 года в городе Бомбее.
Она начала свою карьеру в качестве модели и заняла второе место на конкурсе I Am She–Miss Universe India в 2010 году, что дало старт её кинематографической карьере. 

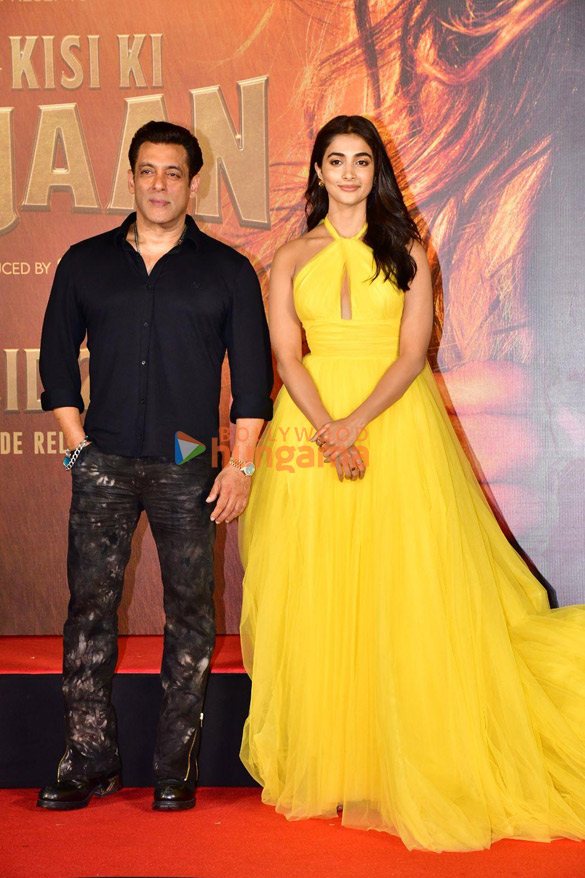
Пуджа Хегде и Салман Хан

В 2012 году она дебютировала в роли актрисы в тамильском фильме «Мугамуди» и впервые вышла на телугу в фильме «Ока Лайла Косам» (2014). Хегде быстро зарекомендовала себя как одна из ведущих актрис телугуского кино.
Пуджа Хегде получила премию SIIMA за лучшую женскую роль на телугу за роль в фильмах «Ala Vaikunthapurramuloo» (2020) и «Most Eligible Bachelor» (2021). Она была номинирована на премию Filmfare Award for Best Actress – Telugu за Ока Лайла Косам, Ала Вайкунтхапуррамулу и Aravinda Sametha Veera Raghava (2018). 
Среди других её коммерчески успешных фильмов - « Дуввада Джаганнадхам» (2017), « Махарши» (2019), « Гаддалаконда Ганеш» (2019) и « Полный дом 4» (2019). В 2022 году она снялась в фильмах «Зверь», «Радхе Шьям», «Ачарья» и «Циркус» , которые были плохо приняты публикой и критиками. 
Хегде заняла 7-е место в списке самых влиятельных звёзд Forbes India в 2021 году. 
Она также является основателем некоммерческой организации «Все о любви», которая помогает людям, нуждающимся в медицинской или финансовой поддержке в Индии.